# 奧桑恩 (阿肯色州)
臭氧（英語：Ozone）是位於美國阿肯色州約翰遜縣的一個非建制地區。該地的面積和人口皆未知。

## 地理
臭氧的座標為35°38′28″N 93°26′36″W / 35.64111°N 93.44333°W，而該地的平均海拔高度為594米（即1949英尺）。